# El Armadillo (västra Tempoal kommun)
El Armadillo är en ort i Mexiko.   Den ligger i kommunen Tempoal och delstaten Veracruz, i den sydöstra delen av landet, 240 km norr om huvudstaden Mexico City. El Armadillo ligger 50 meter över havet och antalet invånare är 183.
Terrängen runt El Armadillo är platt. Runt El Armadillo är det ganska glesbefolkat, med 34 invånare per kvadratkilometer. Närmaste större samhälle är Tempoal de Sánchez, 7,5 km nordost om El Armadillo. Omgivningarna runt El Armadillo är en mosaik av jordbruksmark och naturlig växtlighet.